# 国際博覧会一覧
国際博覧会一覧（こくさいはくらんかいいちらん）はこれまでに開催された主な国際博覧会の一覧である。
なお、1935年以降の博覧会の中で、一般博と登録博については太字で表記している。
マークのものは、日本開催。

## 19世紀

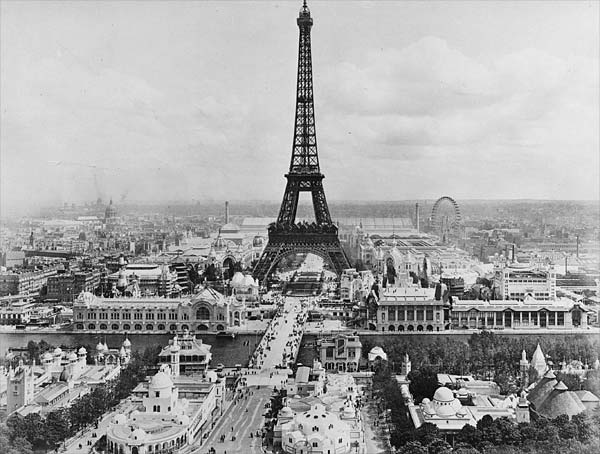
1900年パリ万博

- 1851年 ロンドン万国博覧会（第1回） - ロンドンのハイドパークで開催 クリスタル・パレス（水晶宮）は鉄とガラスで造られた当時の画期的な建造物であった
- 1853年 ニューヨーク万国博覧会 - 23ヵ国の参加を見たが、入場者数は125万人にとどまる
- 1855年 パリ万国博覧会（第1回） - 入場者数500万人
- 1862年 ロンドン万国博覧会（第2回） - オールコック駐日イギリス公使により日本の伝統工芸品が初めて展示された
- 1867年 パリ万国博覧会（第2回） - 幕府及び薩摩藩・佐賀藩が出品 水戸藩の徳川昭武、渋沢栄一らがパリに赴く
- 1873年 ウィーン万国博覧会 - 日本政府として初めての公式参加、日本館を建設
- 1876年 フィラデルフィア万国博覧会 - アメリカ独立100周年記念祭典 電話機、ミシンが初登場
- 1878年 パリ万国博覧会（第3回） - シャイヨー宮が建設 エジソンの蓄音機や自動車が出品
- 1880年 メルボルン万国博覧会
- 1884年 ニューオリンズ万国博覧会 - 小泉八雲が農商務省官僚の服部一三から日本文化を紹介され、高峰譲吉にも会う
- 1888年 バルセロナ万国博覧会（第1回）
- 1889年 パリ万国博覧会（第4回） - フランス革命100周年を記念するエッフェル塔が建設され、後にパリのシンボルとなる
- 1893年 シカゴ万国博覧会（第1回） - コロンブスのアメリカ大陸発見400周年記念祭典
- 1897年 ブリュッセル万国博覧会（第1回）
- 1900年 パリ万国博覧会（第5回） - 過去を振り返り新しい20世紀を展望することを目的とした

## 20世紀

### 1901年 - 1945年
- 1904年 セントルイス万国博覧会 - 会場面積は万博史上最大490ha（1,200エーカー）
- 1905年 リエージュ万国博覧会 - ベルギー独立75周年記念祭典
- 1906年 ミラノ万国博覧会
- 1910年 ブリュッセル万国博覧会（第2回）
- 1913年 ヘント万国博覧会
- 1915年 サンフランシスコ万国博覧会 - パナマ運河開通ならびに太平洋発見400周年を記念した
- 1925年 パリ万国博覧会（第6回） - 装飾美術と近代工業をテーマにしたいわゆるアール・デコ博覧会
- 1929年 バルセロナ万国博覧会（第2回）
- 1933年 第5回ミラノ・トリエンナーレ - 特別博
- 1933年-1934年 シカゴ万国博覧会（第2回） - 一般博、初めてテーマを設定（「進歩の一世紀」）
- 1935年 ブリュッセル万国博覧会（第3回） - 第一種一般博、テーマは「民族を通じての平和」 ベルギー鉄道開通100周年を記念、国際博覧会条約発効後最大規模の博覧会であった
- 1936年
  - 第6回ミラノ・トリエンナーレ - 特別博
  - ストックホルム国際博覧会 - 特別博
- 1937年 パリ万国博覧会（第7回） - 第二種一般博、テーマは「近代生活における技巧と技術」 ピカソの『ゲルニカ』出展、ナチス・ドイツとソビエト連邦のパビリオンが向かい合って建つ
- 1938年 ヘルシンキ国際博覧会 - 特別博
- 1939年 リエージュ水と技術の国際博覧会 - 特別博、テーマは「水と技術」
  - 1939年-1940年 ニューヨーク世界博覧会（第1回） - 第二種一般博、テーマは「明日の世界の建設と平和」 ナイロン・プラスチック・テレビ等を出展 ジョージ・ワシントンの大統領就任150周年を記念 高速道路網が行き交う20年後のアメリカを表現した精巧な巨大ジオラマ「フューチュラマ」が人気を博した
- 1940年 第7回ミラノ・トリエンナーレ - 特別博

### 1946年 - 1969年
- 1947年
  - 第8回ミラノ・トリエンナーレ - 特別博
  - パリ国際都市計画・移住博覧会（パリ） - 特別博、テーマは「明日の世界と建設」
- 1949年
  - ストックホルム国際スポーツ博覧会 - 特別博
  - ポルトープランス万国博覧会 - 第二種一般博
  - リヨン国際博覧会 - 特別博
- 1951年
  - リール国際繊維博覧会 - 特別博
  - 第9回ミラノ・トリエンナーレ - 特別博
- 1953年
  - 砂漠の征服の国際博覧会 - 特別博、テーマは「砂漠の征服」
  - ローマ国際農業博覧会 - 特別博
- 1954年
  - ナポリ国際航海博覧会 - 特別博
  - 第10回ミラノ・トリエンナーレ - 特別博
- 1955年
  - トリノ国際スポーツ博覧会 - 特別博
  - ヘルシングボルイ応用技術国際博覧会 - 特別博、テーマは「現代の人間環境」
- 1956年 ベト・ダゴン国際博覧会 - 特別博
- 1957年
  - ベルリン国際建築博覧会 - 特別博
  - 第11回ミラノ・トリエンナーレ - 特別博
- 1958年 ブリュッセル万国博覧会（第4回） - テーマは「科学文明とヒューマニズム」 シンボルタワーとしてアトミウムが建設
- 1960年
  - ロッテルダム国際園芸博覧会 - 国際園芸博+特別博
  - 第12回ミラノ・トリエンナーレ - 特別博
- 1961年 イタリア統一百年記念・トリノ国際労働博覧会 - 特別博
- 1962年 シアトル21世紀大博覧会 - 第二種一般博、テーマは「宇宙時代の人類」
- 1963年 ハンブルク国際園芸博覧会 - 国際園芸博+特別博
- 1964年
  - ウィーン国際園芸博覧会 - 国際園芸博+特別博
  - 第13回ミラノ・トリエンナーレ - 特別博
- 1964年-1965年 ニューヨーク世界博覧会（第2回） - 例外的にBIE非認定の万博、テーマは「相互理解を通じての平和」
- 1965年 ミュンヘン国際交通博覧会 - 特別博
- 1967年 モントリオール万国博覧会 - 第一種一般博、テーマは「人間とその世界」 カナダの連邦政府成立100周年記念祭典
- 1968年
  - へミス・フェア世界博覧会 - 特別博、テーマは「アメリカ大陸における文化の交流」
  - 第14回ミラノ・トリエンナーレ - 特別博
- 1969年 パリ国際園芸博覧会 - 国際園芸博+特別博

### 1970年 - 2000年
- 1970年  日本万国博覧会（大阪万博） - 第一種一般博、アジアで初の万博、テーマは「人類の進歩と調和」 総入場者数は上海万博に次いで6421万8770人を記録。以降、1992年のセビリア万博まで一般博は開催されない
- 1971年 狩猟の世界博覧会 - ハンガリーのブダペストで開催された特別博
- 1972年 アムステルダム国際園芸博覧会 - 国際園芸博+特別博
- 1973年 ハンブルク国際園芸博覧会 - 国際園芸博+特別博
- 1974年
  - ウィーン国際園芸博覧会 - 国際園芸博+特別博
  - スポーケン国際環境博覧会 - 特別博、テーマは「汚染なき進歩」
- 1975年-1976年  沖縄国際海洋博覧会 - 特別博、テーマは「海、その望ましい未来」
- 1980年 モントリオール国際園芸博覧会 - 国際園芸博+特別博
- 1981年 プロヴディフ国際博覧会 - 特別博
- 1982年
  - ノックスビル国際エネルギー博覧会 - 特別博、テーマは「エネルギーは世界の原動力」
  - アムステルダム国際園芸博覧会 - 国際園芸博+特別博
- 1983年 ミュンヘン国際園芸博覧会 - 国際園芸博+特別博
- 1984年
  - ニューオーリンズ国際河川博覧会 - 特別博、テーマは「川の世界、水は命の源」 万博マスコットの始まり
  - リバプール国際庭園博覧会 - 国際園芸博+特別博
- 1985年
  -  国際科学技術博覧会（科学万博） - 特別博、テーマは「人間・居住・環境と科学技術」
  - プロヴディフ国際博覧会 - ブルガリアのプロヴディフで開催された特別博
- 1986年 バンクーバー国際交通博覧会 - 特別博、テーマは「動く世界、触れ合う世界」
- 1988年
  - ブリスベン国際レジャー博覧会 - 特別博、テーマは「技術時代のレジャー」
  - 第17回ミラノ・トリエンナーレ - 特別博
- 1990年  国際花と緑の博覧会（花の万博） - 大国際園芸博+特別博、テーマは「自然と人間との共生」
- 1991年 プロヴディフ国際博覧会 - 特別博
- 1992年
  - 第18回ミラノ・トリエンナーレ - 特別博
  - セビリア万国博覧会 - 22年ぶりの一般博、テーマは「発見の時代」 コロンブスのアメリカ大陸発見500周年記念祭典
  - ジェノヴァ国際船と海の博覧会 - 特別博、テーマは「クリストファー・コロンブス、船と海」
  - ハーグ・ズータメア国際園芸博覧会 - 国際園芸博+特別博
- 1993年
  - 大田国際博覧会 - 特別博、テーマは「新しい跳躍の道」
  - シュトゥットガルト国際園芸博覧会 - 国際園芸博+特別博
- 1996年 第19回ミラノ・トリエンナーレ - 特別博
- 1998年 リスボン国際博覧会 - 特別博、テーマは「海、未来への遺産」
- 1999年 昆明世界園芸博覧会 - 国際園芸博+特別博
- 2000年 ハノーヴァー万国博覧会 - 旧条約における最後の一般博、テーマは「人間・自然・技術」 博覧会史上最多の国や機関が参加するが、約24億マルク（約1200億円）の赤字を生む

## 21世紀

### 2001年 - 2010年
- 2002年 ハーレマーメール国際園芸博覧会 - 国際園芸博+特別博
- 2003年 ロストック国際園芸博覧会 - 国際園芸博+認定博
- 2005年  2005年日本国際博覧会（愛知万博、愛・地球博） - 登録博、テーマは「自然の叡智」
- 2006年 チェンマイ国際園芸博覧会 - 国際園芸博+認定博
- 2008年 サラゴサ国際博覧会 - 認定博、テーマは「水と持続可能な開発」
- 2010年 上海国際博覧会 - 登録博、テーマは「より良い都市、より良い生活」 総入場者数は博覧会史上最多の7308万人を記録した

### 2011年 - 2020年
- 2012年
  - 麗水国際博覧会 - 認定博、テーマは「生きている海と沿岸」
  - フェンロー国際園芸博覧会 - 国際園芸博+認定博
- 2015年 ミラノ国際博覧会 - 登録博、テーマは「地球を養う。命のためのエネルギー」
- 2016年
  - アンタルヤ国際園芸博覧会（英語版） - 国際園芸博+認定博
  - 第21回ミラノ・トリエンナーレ - 認定博
- 2017年 アスタナ国際博覧会 - 認定博、テーマは「未来のエネルギー」
- 2019年
  - 第22回ミラノ・トリエンナーレ - 認定博
  - 2019年中国北京世界園芸博覧会 - 国際園芸博+認定博

### 2021年 - 2030年
- 2021年 - 2022年 ドバイ国際博覧会 - 登録博、テーマは「心を繋いで、未来を創る」
- 2022年 アルメーレ国際園芸博覧会 - 国際園芸博+認定博
- 2023年
  - ドーハ国際園芸博覧会 - 国際園芸博+認定博
  - ブエノスアイレス国際博覧会 - 認定博、開催中止
- 2025年開催中  2025年日本国際博覧会（2025年大阪・関西万博） - 登録博、テーマは「いのち輝く未来社会のデザイン」
- 2027年予定  横浜国際園芸博覧会（GREEN×EXPO 2027） - 国際園芸博+認定博、テーマは「未来を創る明日の風景」
- 2029年予定 ウッチ国際園芸博覧会 - 国際園芸博+認定博
- 2030年予定 リヤド国際博覧会 - 登録博

## ギャラリー

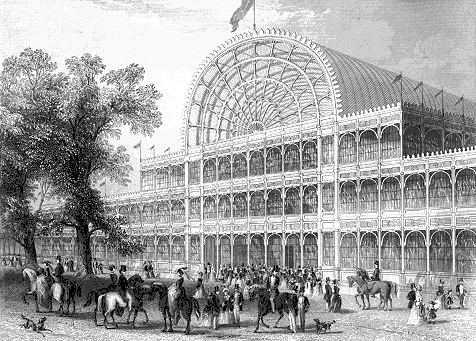
第1回ロンドン万博・クリスタル・パレス
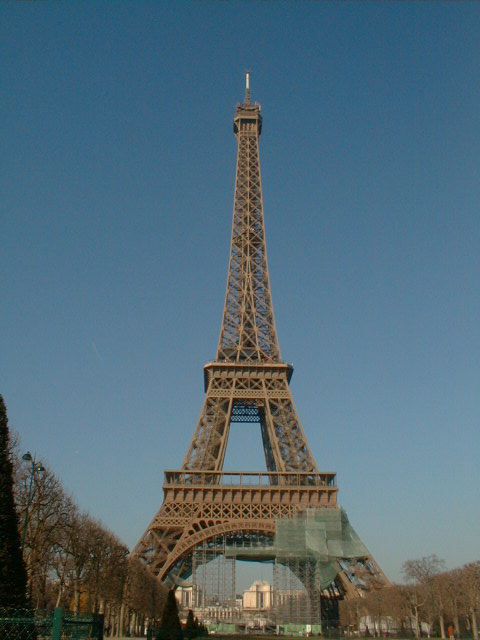
第4回パリ万博・エッフェル塔
1970年大阪万博　会場
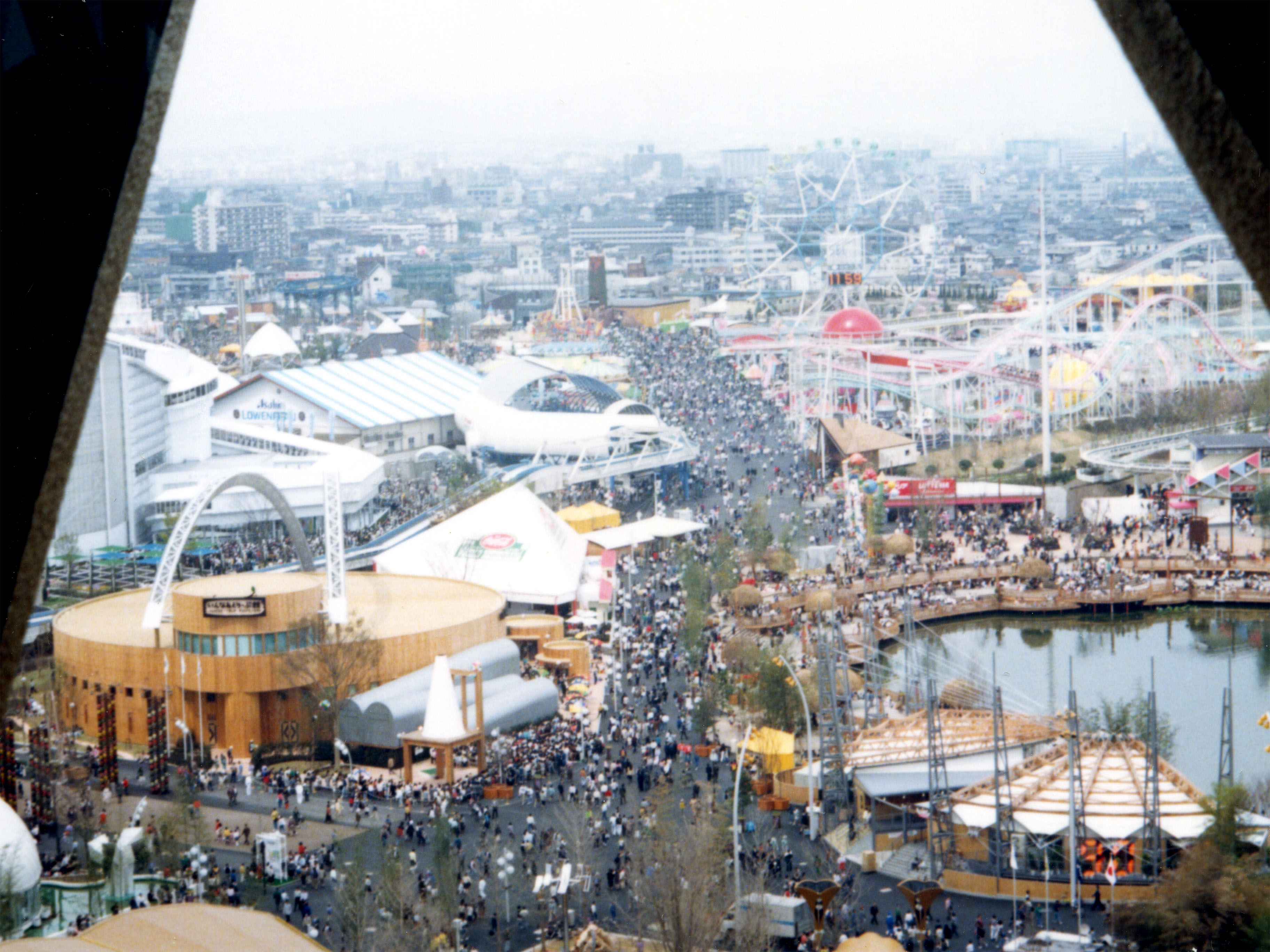
1990年花の万博
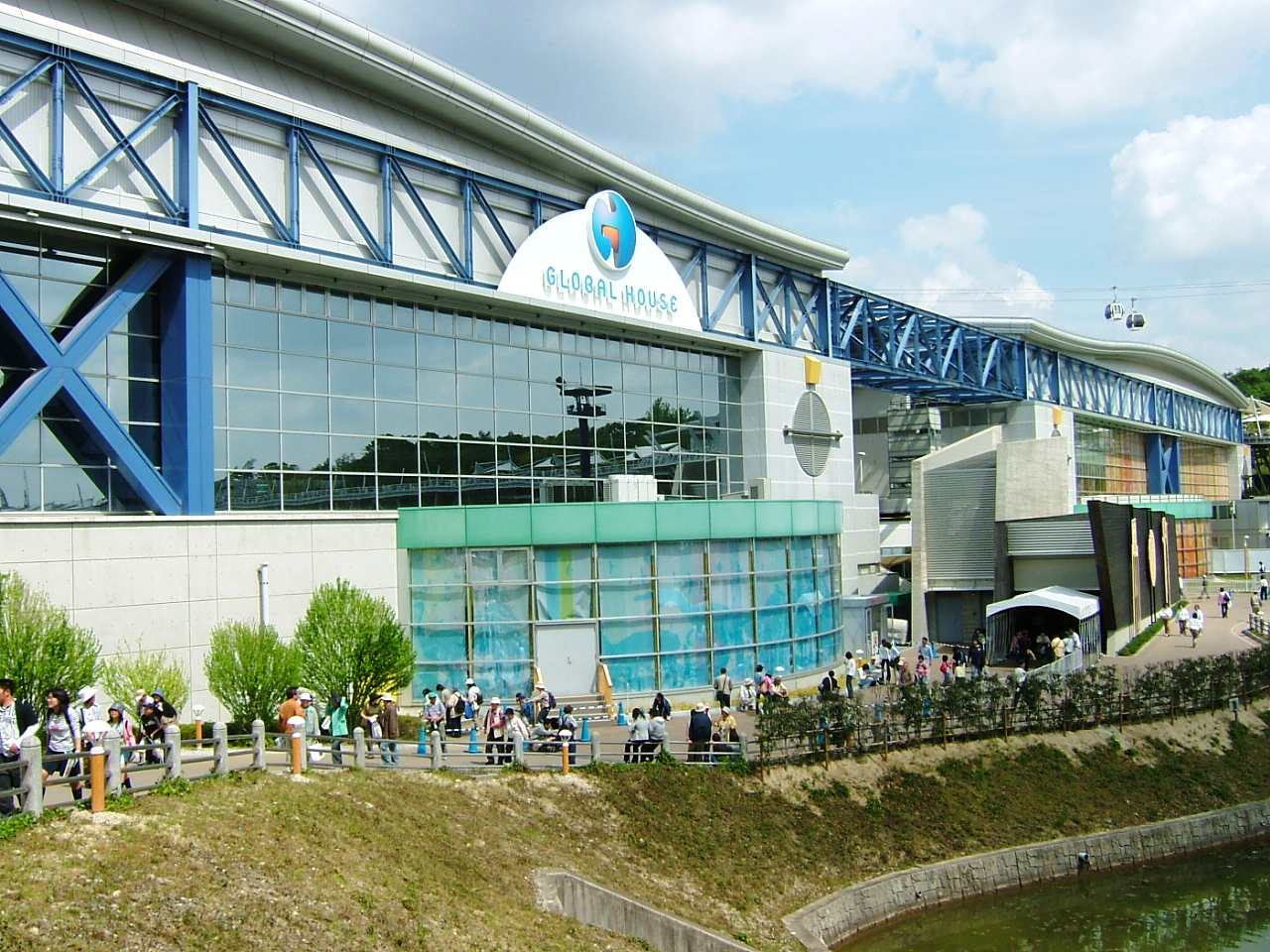
愛知万博・グローバルハウスとマンモスラボ
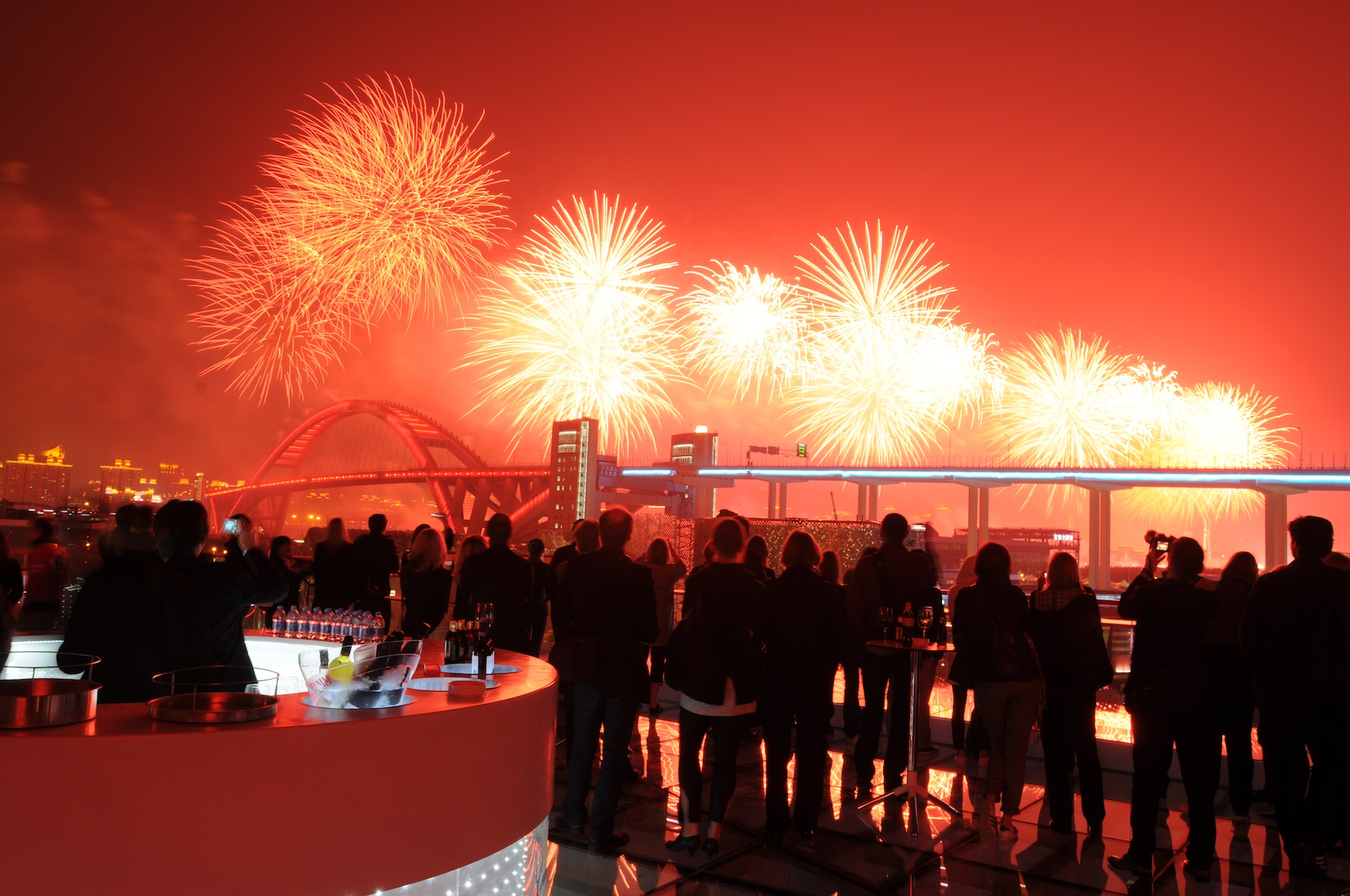
上海万博・開幕式
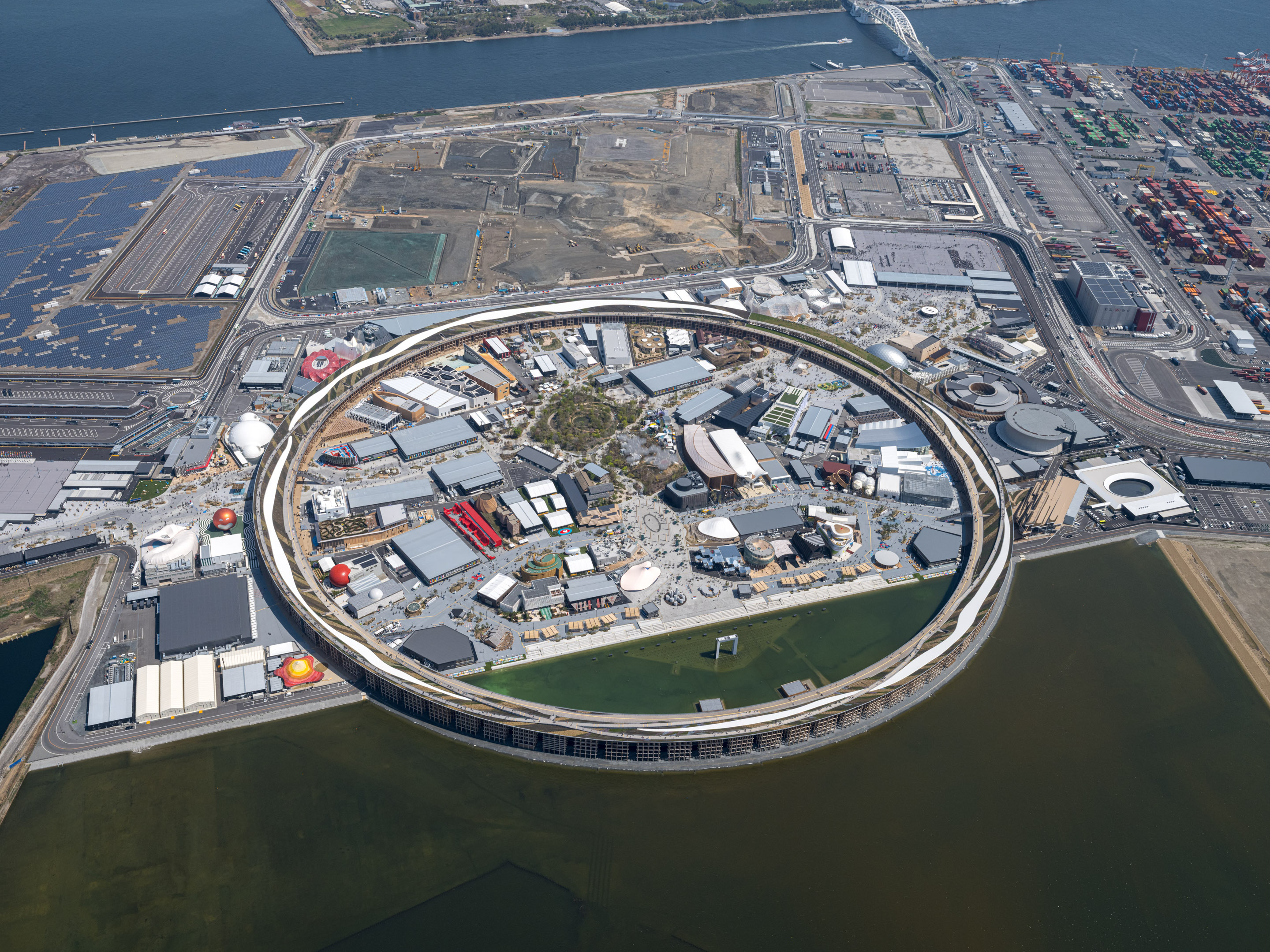
2025年大阪・関西万博　大屋根リング